# Cmentarz prawosławny w Komarowie-Wsi
Cmentarz prawosławny w Komarowie-Wsi – nekropolia w Komarowie-Wsi, utworzona na potrzeby miejscowej ludności unickiej w XIX w., użytkowana do końca II wojny światowej.

## Historia i opis
Data powstania cmentarza nie jest znana. Najprawdopodobniej powstał w XIX w. jeszcze na potrzeby parafii unickiej, a następnie po 1875 r. po erygowaniu nowej parafii prawosławnej, powstałej wskutek likwidacji unickiej diecezji chełmskiej w 1875. Cmentarz był użytkowany przez miejscową ludność prawosławną do końca II wojny światowej i wysiedlenia prawosławnych Ukraińców. Najstarsze zachowane nagrobki pochodzą z lat 60. XIX w. Po wojnie, wraz z wysiedleniami, cmentarz został porzucony.
Na początku lat 90. XX wieku na terenie nekropolii zachowały się w całości lub fragmentach 30 kamiennych i betonowych nagrobków dekorowanych wielostopniowymi gzymsami uskokowymi i kostkowymi, akroterionami, tympanonami, płycinowymi pilasterkami na narożach i ostrołukami. Na cmentarzu występują też rzadkie na wiejskich cmentarzach murowane grobowce, dziś rozbite i splądrowane. Wśród nich wyróżnia się grobowiec z czterostopniowym nagrobkiem z czterema wnękami na płyty inskrypcyjne. Nadstawę zdobi opleciona wokół wić roślinna. Inskrypcje na nagrobkach wykonane zostały w językach: polskim i cerkiewnosłowiańskim. Na cmentarzu rosną lipy, klony, robinie i jesiony, samosiewy śnieguliczki oraz barwinek i fiołki.
Według miejscowych mieszkańców, na cmentarzu stała cerkiewka cmentarna rozebrana w 1922. Krzysztof Grzesiak wskazuje, że obiekt sakralny rozebrano w 1929.